# Miguel Mori
Miguel Ángel Mori (17 de mayo de 1943-13 de abril de 2009) fue un futbolista argentino que se desempeñaba como defensor. Obtuvo sus grandes éxitos en los dos clubes rivales representativos de Avellaneda, el Club Atlético Independiente y Racing Club.
Obtuvo la Copa Libertadores en tres ocasiones. Las dos primeras las consiguió con Independiente en 1964 y 1965, mientras que la última la logró con Racing Club en 1967. Con este último también se consagró campeón de la Primera División 1966 y la Copa Intercontinental 1967, integrando las filas del histórico equipo dirigido por Juan José Pizzuti y convirtiéndose en leyenda del club albiceleste.

## Trayectoria
Llegó a Racing proveniente de Independiente en un trueque con José Omar Pastoriza. Venía de obtener la Copa Libertadores en 1964 y fue uno de los requerimientos de Juan José Pizzuti para conformar una fructífera sociedad con Juan Carlos Rulli que desembocó en la obtención del título local en 1966 y las Copas Libertadores e Intercontinental en 1967.
Durante su tiempo en Racing, el club tuvo una racha invicta de 39 partidos domésticos consecutivos, un récord que no se rompió hasta 1999. Miguel Mori se fue a jugar a Chile en 1968, pero se vio obligado a retirarse tras una grave lesión de ligamentos.
Al retirarse del fútbol, Mori pasó a regentar una panadería en Baradero. Murió en el hospital en 2009 luego de complicaciones después de someterse a una cirugía a corazón abierto.

## Palmarés

### Campeonatos nacionales
| Torneo           | Club        | País      | Año  |
| ---------------- | ----------- | --------- | ---- |
| Primera División | Racing Club | Argentina | 1966 |

### Campeonatos internacionales
| Torneo                | Club          | País       | Año  |
| --------------------- | ------------- | ---------- | ---- |
| Copa Libertadores     | Independiente | Avellaneda | 1964 |
| Copa Libertadores     | Independiente | Santiago   | 1965 |
| Copa Libertadores     | Racing Club   | Santiago   | 1967 |
| Copa Intercontinental | Racing Club   | Montevideo | 1967 |